# Episodi di Future Card Buddyfight (prima stagione)
Future Card Buddyfight è stato trasmesso originalmente in Giappone dal 4 gennaio 2014 al 4 aprile 2015 su TV Aichi per un totale di 64 episodi.
Sigle di apertura
- Card of the Future cantata dai Psychic Lover e Suara (ep. 1-46)
- Buddy Buddy BAAAAAN!! cantata da Marie Mizuno e Shuta Morishima (ep. 47-64)

Sigle di chiusura
- Buddy Buddy Fight! cantata da Sora Tokui (ep. 1-24)
- Natsuiro Fighting!! cantata da Sora Tokui (ep. 25-46)
- Shiny Up! cantata da Suzuko Mimori (ep. 47-64)

## Lista episodi
| Nº | Giapponese 「Kanji」 - Rōmaji                                                                 | In onda           | In onda |
| Nº | Giapponese 「Kanji」 - Rōmaji                                                                 | Giapponese        |         |
| 1  | 「牙王、吼える！」 - Gao, hoeru!                                                              | 4 gennaio 2014    |         |
| 2  | 「ルミナイズ！爆ドラ！！」 - Ruminaizu! Bakudora!!                                            | 11 gennaio 2014   |         |
| 3  | 「悪魔と踊るファイター！」 - Akuma to odoru faitā!                                            | 18 gennaio 2014   |         |
| 4  | 「トライアル！これがバディファイトだ！！」 - Toraiaru! Kore ga Badifaito da!!                 | 25 gennaio 2014   |         |
| 5  | 「フューチャーフォース輝く！」 - Fyūchā Fōse kagayaku!                                        | 1º febbraio 2014  |         |
| 6  | 「強襲！荒神ロウガ！！」 - Kyōshū! Aragami Rōga!!                                             | 8 febbraio 2014   |         |
| 7  | 「デッキビルダーは勝利の相棒！」 - Dekki birudā ha shōri no aibō                              | 15 febbraio 2014  |         |
| 8  | 「最終予選、突破せよ！」 - Saishūyosen, toppa seyo!                                           | 22 febbraio 2014  |         |
| 9  | 「盗まれた爆ドラ！」 - Nusumareta Baku Dora                                                   | 1º marzo 2014     |         |
| 10 | 「英雄たちのカード！」 - Eiyū-tachi no kādo!                                                  | 8 marzo 2014      |         |
| 11 | 「開幕！相棒バディカップ！！」 - Kaimaku! Aibō Badi Kappu!!                                   | 15 marzo 2014     |         |
| 12 | 「パワーvs忍法！食うか斬られるか！？」 - Pawā vs ninpō! Kū ka kirareru ka!?                   | 22 marzo 2014     |         |
| 13 | 「魂の絆！ドラゴニック・パニッシャー！！」 - Tamashī no kizuna! Doragonikku Panisshā          | 29 marzo 2014     |         |
| 14 | 「気高き心！竜騎士と共に！！」 - Kedakaki kokoro! Ryū Kishi to tomo ni!!                      | 5 aprile 2014     |         |
| 15 | 「そして虎は千里を駆ける！」 - Soshite tora wa senri o kakeru!                                | 12 aprile 2014    |         |
| 16 | 「秘技炸裂！カタナワールド大決戦!！！」 - Higi sakuretsu! Katana wārudo daikessen!!           | 19 aprile 2014    |         |
| 17 | 「ABCカップ決勝！地下迷宮大冒険！！」 - ABC Kappu kesshō! Chika meikyū daibōken!!             | 26 aprile 2014    |         |
| 18 | 「脅威！デュエルズィーガー！！」 - Kyōi! Dyueru Zīgā!!                                        | 3 maggio 2014     |         |
| 19 | 「兄が遺したカード」 - Ani ga nokoshita kādo                                                  | 10 maggio 2014    |         |
| 20 | 「奇跡を呼ぶ！太陽のコブシ！！」 - Kiseki o yobu! Taiyō no kobushi!!                          | 17 maggio 2014    |         |
| 21 | 「バディモンスター大集合！」 - Badi Monsutā dai shūgō!                                        | 24 maggio 2014    |         |
| 22 | 「悪魔の力！ディザスターフォース！！」 - Akuma no chikara! Dizasutā Fōse!!                    | 31 maggio 2014    |         |
| 23 | 「勇者はつらいぜ！ドラムの大冒険！！」 - Yūsha wa tsurai ze! Doramu no daibōken!!             | 7 giugno 2014     |         |
| -  | 「全員集合！１１人のバディファイター！！」 - Zennin shūgō! Jū-ichinin no Badi Faitā           | 14 giugno 2014    |         |
| 24 | 「ともだち100人！ダンジョンワールド！！」 - Tomodachi 100 nin! Danjon Wārudo!!                | 21 giugno 2014    |         |
| 25 | 「地獄の学舎！戦国学園！！」 - Jigoku no manabiya! Sengoku gakuen!!                           | 28 giugno 2014    |         |
| 26 | 「レジェンドワールドの挑戦！」 - Rejendo Wārudo no chōsen!                                    | 5 luglio 2014     |         |
| 27 | 「友達なら全力ファイト！」 - Tomodachi nara zenryoku faito!                                   | 12 luglio 2014    |         |
| 28 | 「ニンジャ対決！夢という名の翼！！」 - Ninja taiketsu! Yume to iu na no tsubasa!!             | 19 luglio 2014    |         |
| 29 | 「決めろ！メガブラスト・バンカー！！」 - Kimero! Mega Burasuto Bankā!!                        | 26 luglio 2014    |         |
| 30 | 「無敵の剣士！霧雨正雪！！」 - Muteki no kenshi! Kirisame shōsetsu!!                          | 2 agosto 2014     |         |
| 31 | 「牙王，バディスキル覚醒！」 - Gao, Badi sukiru kakusei!                                      | 9 agosto 2014     |         |
| 32 | 「最強！王剣エクスカリバー！！」 - Saikyō! Ōken Ekusukaribā!!                                 | 16 agosto 2014    |         |
| 33 | 「逆襲！荒神ロウガ！！」 - Gyakushū! Aragami Rouga!!                                          | 23 agosto 2014    |         |
| 34 | 「闇の軍団！ディザスター！！」 - Yami no gundan! Dizasutā!!                                   | 30 agosto 2014    |         |
| 35 | 「謎のヒーロー！キャプテン・アンサー！！」 - Nazo no hīrō! Kyaputen ansā!!                    | 6 settembre 2014  |         |
| 36 | 「怒野校長の素敵なダンジョン！」 - Ikarino-kōchō no suteki na danjon!                         | 13 settembre 2014 |         |
| 37 | 「メデューサを連れた女！」 - Medūsa wo tsureta onna!                                          | 20 settembre 2014 |         |
| 38 | 「運命のフェンリル！」 - Unmei no Fenriru!                                                    | 27 settembre 2014 |         |
| 39 | 「拝啓，牙王君」 - Haikei, Gaokun                                                             | 4 ottobre 2014    |         |
| 40 | 「恐怖！ダークネスドラゴンワールド！！」 - Kyōfu! Dākunesu Doragon Wārudo!!                   | 11 ottobre 2014   |         |
| 41 | 「炸裂！轟斬！！ガルガンチュア・パニッシャー！！」 - Sakuretsu! Gōzan!! Garuganchua Panishā!! | 18 ottobre 2014   |         |
| 42 | 「逢魔が刻に死神来たる」 - Ōmagatoki ni shinigami kitaru                                      | 25 ottobre 2014   |         |
| 43 | 「タスクの覚悟！さらばバディポリス！！」 - Tasuku no kakugo! Saraba Badi Porisu!!             | 1º novembre 2014  |         |
| 44 | 「2対1のデスマッチ！ジャック超進化！！」 - Ni tai ichi no desumacchi! Jakku chou shinka!!     | 8 novembre 2014   |         |
| 45 | 「ルミナイズ！爆竜牙！！」 - Ruminaizu! Baku Ryūga!!                                          | 15 novembre 2014  |         |
| 46 | 「誕生！新生バルソレイユ！！」 - Tanjō! Shinsei Barusoreiyu!!                                 | 22 novembre 2014  |         |
| 47 | 「世紀の祭典！臥炎カップ！！」 - Seiki no saiten! Gaen Kappu!!                                | 29 novembre 2014  |         |
| 48 | 「ダンシングファイト！魔王vsメデューサ」 - Danshingu Faito! Maō vs Medūsa                     | 6 dicembre 2014   |         |
| 49 | 「なななんと！実況ファイト！！」 - Nanananto! Jikkyō faito!!                                  | 13 dicembre 2014  |         |
| 50 | 「チーム煉獄の進撃！」 - Chīmu rengoku no shingeki!                                           | 20 dicembre 2014  |         |
| 51 | 「帰ってきた虎！その闘いはデスティニー！！」 - Kaetteki tora! Sono tatakai ha desutinī!!      | 27 dicembre 2014  |         |
| 52 | 「父に挑め！ドラムブレイカー・ドラゴン！」 - Chichi ni idome! Doramu Bureikā Doragon!         | 10 gennaio 2015   |         |
| 53 | 「絶無の剣ディストーション・パニッシャー！」 - Zetsumu no ken Disutōshon Panisshā!            | 17 gennaio 2015   |         |
| 54 | 「狼VS狐! 男たちの決意!!」 - Ōkami VS kitsune! Otoko-tachi no ketsui!!                        | 24 gennaio 2015   |         |
| 55 | 「テツヤ孤立無援！バルソレイユ崩壊！？」 - Tetsuya koritsumuen! Baru Soreiyu no hōkai!?       | 31 gennaio 2015   |         |
| 56 | 「師弟対決！デスタリカvs爆竜牙！！」 - Shitei taiketsu! Desu Tarika vs. Baku Ryūga!!          | 7 febbraio 2015   |         |
| 57 | 「バディポリス奪還作戦！」 - Badi Porisu dakkan sakusen!                                      | 14 febbraio 2015  |         |
| 58 | 「臥炎カップ決勝！テツヤの選択！！」 - Gaen Kappu kesshou! Tetsuya no sentaku!                | 21 febbraio 2015  |         |
| 59 | 「ロウガ，友情に散る！」 - Rouga, Yuujou ni chiru!                                            | 28 febbraio 2015  |         |
| 60 | 「龍炎寺タスクvs未門牙王！」 - Ryuuenji Tasuku VS Mikado Gao!                                 | 7 marzo 2015      |         |
| 61 | 「永遠のライバルたち！」 - Eien no ribaru-tachi!                                              | 14 marzo 2015     |         |
| 62 | 「キョウヤの世界！」 - Kyōya no sekai!                                                        | 21 marzo 2015     |         |
| 63 | 「終焉を告げる者！」 - Shūen o tsugeru mono!                                                  | 28 marzo 2015     |         |
| 64 | 「放て！フューチャーカード！！」 - Hanate! Fyūchā kādo!!                                      | 4 aprile 2015     |         |

## Home video

### Giappone
Gli episodi di Future Card Buddyfight sono stati pubblicati per il mercato home video nipponico in edizione DVD dal 16 aprile 2014 al 15 luglio 2015.
| N° | Data              | Episodi | Fonte  |
| -- | ----------------- | ------- | ------ |
| 1  | 16 aprile 2014    | 1-4     | [ 2 ]  |
| 2  | 21 maggio 2014    | 5-8     | [ 4 ]  |
| 3  | 18 giugno 2014    | 9-12    | [ 5 ]  |
| 4  | 16 luglio 2014    | 13-16   | [ 6 ]  |
| 5  | 20 agosto 2014    | 17-20   | [ 7 ]  |
| 6  | 17 settembre 2014 | 21-24   | [ 8 ]  |
| 7  | 15 ottobre 2014   | 25-28   | [ 9 ]  |
| 8  | 19 novembre 2014  | 29-32   | [ 10 ] |
| 9  | 17 dicembre 2014  | 33-36   | [ 11 ] |
| 10 | 21 gennaio 2015   | 37-40   | [ 12 ] |
| 11 | 18 febbraio 2015  | 41-44   | [ 13 ] |
| 12 | 18 marzo 2015     | 45-48   | [ 14 ] |
| 13 | 15 aprile 2015    | 49-52   | [ 15 ] |
| 14 | 20 maggio 2015    | 53-56   | [ 16 ] |
| 15 | 17 giugno 2015    | 57-60   | [ 17 ] |
| 16 | 15 luglio 2015    | 61-64   | [ 3 ]  |